# Сянь-гун (424—362 до н. е.)
Сянь-гун (кит.: 秦獻公; 424 до н. е. — 362 до н. е.) — правитель царства Цінь у 384—362 роках до н. е. Відомий такожяк Юаньсянь-гун. В його час починається поступове відновлення позицій царства.

## Життєпис
Походив з династії Ін. Син Лін-гуна. При народженні звався Лянь, згодом Шисі. Народився 424 року до н. е. Після смерті батька у 415 році до н. е. владу перебрав представник іншої гілки Цзянь-гун, що заслав Шисі до держави Вей.
384 року до н. е. внаслідок заколоту міністр Цзюнь Гая було повалено Чуцзі-гуна II, внаслідок чого трон перейшов до Шисі. Взявкурс на проведення реформ з метою внутрішнього зміцнення держави та посилення її авторитету. Того ж року скасував практику похоронних людських жертвоприношень. 383 року до н. е. переніс столицю до Юеяна (вмежах сучасного Яньляна в провінції Шеньсі). Цей крок перемістив центр Цинь ближче до інших держав, таких як Вей, Хань і Чжао, сприяв торгівлі та послабив могутні аристократичні клани, які закріпилися в колишній столиці.
Розширив практику створення повітів, якими керували чиновники, призначені центральним урядом. Це був серйозний відхід від поширеної тоді практики передачі територій спадковим аристократам, які керували своїми феодальними володіннями наче уділами. Заснував кілька повітів в Пу, Ланьтянь, Пумінші. У 375 році до н. е. було проведено перший подвірний перепис населення.
364 року до н. е. виступив проти держави Вей (з нею боровся за панування у міжріччі Лохе і Хуанхе), завдавши тій поразки в битві при Шимені (в сучасному Юньчені), де загинуло 60 тис. вейських вояків. За цим Сянь-гун оголосив себе гегемоном (ба). У 363—362 роках до н. е. війська Цінь намагалися захопити у Вей стратегічне місто Шаолян (на місці колишньої жунської держави Лян), проте марно. Помер того ж року. Йому спадкувавсин Сяо-гун.